# Чемпионат СССР по вольной борьбе 1983
Соревнования по вольной борьбе в рамках VIII летней Спартакиады народов СССР проходили в Москве с 18 по 22 июля 1983 года. Одновременно турнир имел статус 39-го Чемпионата СССР по вольной борьбе.

## Медалисты
| Весовая категория   | Золото                                        | Серебро                                      | Бронза                                        |
| ------------------- | --------------------------------------------- | -------------------------------------------- | --------------------------------------------- |
| Наилегчайший вес    | Александр Доржу «Спартак» (Кызыл)             | Сергей Корнилаев «Труд» (Москва)             | Василий Гоголев Вооружённые Силы (Якутск)     |
| Легчайший вес       | Рагим Новрузов Вооружённые Силы (Баку)        | Амин Хатукаев Вооружённые Силы (Черкесск)    | Эгия Мусоян «Колмеурне» (Сухуми)              |
| Полулёгкий вес      | Гурген Багдасарян Вооружённые Силы (Ереван)   | Осман Эфендиев Вооружённые Силы (Махачкала)  | Руслан Караев Вооружённые Силы (Махачкала)    |
| Лёгкий вес          | Виктор Алексеев «Динамо» (Красноярск)         | Артур Базаев «Динамо» (Ногир)                | Борис Савва «Трудовые Резервы» (Кишинёв)      |
| 1-й полусредний вес | Арсен Фадзаев «Трудовые Резервы» (Термез)     | Борис Будаев Вооружённые Силы (Улан-Удэ)     | Магомед-Гасан Абушев «Динамо» (Махачкала)     |
| 2-й полусредний вес | Тарам Магомадов «Урожай» (Московская область) | Анатолий Паламарев «Динамо» (Днепропетровск) | Николай Петренко Вооружённые Силы (Киев)      |
| 1-й средний вес     | Таймураз Дзгоев «Динамо» (Орджоникидзе)       | Лукман Жабраилов «Динамо» (Махачкала)        | Владимир Модосян «Динамо» (Красноярск)        |
| 2-й средний вес     | Пётр Наниев «Трудовые Резервы» (Ленинград)    | Ваха Евлоев Вооружённые Силы (Гродно)        | Мамука Хурцидзе «Колмеурне» (Сухуми)          |
| Полутяжёлый вес     | Аслан Хадарцев «Трудовые Резервы» (Наманган)  | Зелимхан Кцоев Вооружённые Силы (Киев)       | Малхаз Мерманишвили Вооружённые Силы (Гродно) |
| Тяжёлый вес         | Салман Хасимиков Вооружённые Силы (Москва)    | Олег Дзампаев «Динамо» (Орджоникидзе)        | Джамал Тариеладзе «Динамо» (Тбилиси)          |